# حسن سبحانی
حسن سبحانی، دکترای علوم اقتصادی، استاد تمام اقتصاد دانشگاه تهران و پژوهشگر اقتصاد اسلامی ، دارایی و سیستم های پولی است. و نماینده دوره‌های پنجم، ششم و هفتم مجلس شورای اسلامی به نمایندگی از مردم دامغان بود. وی به عنوان فعالترین نماینده مجالس پس از انقلاب شناخته می‌شود. او یکی از چهار نماینده مجلس هفتم بود که طرح تثبیت قیمت‌ها (عمدتا حامل‌های انرژی و آب توزیع دولتی) را اسفند ۱۳۸۳ به مجلس ارائه و تصویب کردند.

## ولادت و زندگی
سبحانی به سال ۱۳۳۲ در شهرستان دامغان زاده شد. پدر وی کارگری ساده بود. تحصیلات ابتدایی و متوسطه را در زادگاهش گذراند. پس از آن جهت کمک به معیشت خانواده به دانشسرای مقدماتی رفت. سبحانی طی همه سالیان تحصیل و از جمله تحصیل در دانشسرا شاگرد اول بوده. همین امر موجب شد پس از اتمام دوره، بجای اینکه معلم روستا شود به آموزگاری در مدارس شهر مشغول گردد. وی در این زمان ۱۸ سال داشت.
سبحانی از بهمن سال ۵۳ در حالی تحصیلات دانشگاهی اش را آغاز کرد که در کنار آن به معلمی در دبیرستان‌های دامغان می‌پرداخت و همزمان به فعالیت‌هایی در مقابل رژیم مشغول بود که باعث گردید بلافاصله بعد از پیروزی انقلاب به عضویت کمیته انقلاب دامغان درآید.
وی بعد از فراغت از دوره کارشناسی در خرداد ۵۸، در انتخابات شورای شهر به رأی مردم دست یافت و در نهایت به ریاست شورای شهر برگزیده شد.
وی در همین سال ازدواج کرد که هم‌اکنون دارای سه فرزند می‌باشد.
سبحانی پس از این به ادامه تحصیلات دانشگاهی، تدریس دانشگاهی و فعالیت علمی پرداخت و همزمان در تمام دوره سی و چند ساله پس از پیروزی انقلاب دارای مسئولیت‌های سیاسی، علمی، اجرائی و پژوهشی در کشور بوده‌است.

## تحصیلات
در سال ۱۳۵۳ در دانشگاه ملی در رشته اقتصاد تحصیلات دانشگاهی اش را آغاز نمود و در سال ۱۳۵۸ در دوره کارشناسی فارغ‌التحصیل شد. دوره کارشناسی ارشد را در سال ۶۱ در دانشگاه تربیت مدرس آغاز و در سال ۶۵ به پایان رساند. پس از آن با انتقال از وزارت آموزش و پرورش، تدریس در دانشکده اقتصاد دانشگاه تهران را آغاز کرد.
سبحانی در سال ۱۳۶۷ در بورس خارج از کشور پذیرفته شد ولی آن را با این استدلال که بچه‌های انقلاب باید در داخل تحصیل کنند به بورس داخل کشور تبدیل کرد.
دکترایش را در همان رشته کارشناسی، در دانشگاه تهران سپری کرده و در سال ۷۱ با رساله‌ای تحت عنوان «نظام اقتصادی اسلام» به پایان رساند. وی در طی این مدت مسئولیت‌های مختلفی را نیز عهده‌دار بود. سبحانی به عنوان اولین فارغ‌التحصیل دکترای اقتصاد در دانشگاه‌های ایران پس از انقلاب شناخته می‌شود.
سبحانی در سال ۷۱ به مرتبه استادیاری، در سال ۸۲ به مرتبه دانشیاری و در سال ۹۱ به مرتبه استادی اقتصاد در دانشگاه تهران ارتقاء یافت.
وی هم‌اکنون در کسوت استاد تمامی اقتصاد، به عنوان مدیر گروه اقتصاد اسلامی، پولی و مالی دانشگاه تهران به فعالیت علمی و پژوهشی خود ادامه می‌دهد.

## مسئولیت‌ها
برخی از سوابق اجرایی حسن سبحانی به شرح ذیل است:
- عضو کمیته انقلاب اسلامی دامغان (۱۳۵۸–۱۳۵۷)
- رئیس شورای شهر دامغان (۱۳۵۹–۱۳۵۸)
- معاون دفتر وزارتی و روابط عمومی وزارت فرهنگ و ارشاد اسلامی (۱۳۶۰–۱۳۵۹)
- مدیر کل دفتر هماهنگی تبلیغات دولت (۱۳۶۱–۱۳۶۰)
- رئیس مرکز تربیت معلم شهید باهنر دامغان (۱۳۶۲–۱۳۶۱)
- کارشناس مسئول گروه اقتصاد در وزارت آموزش و پرورش (۱۳۶۷–۱۳۶۳)
- معاون اجرائی سازمان مطالعه و تدوین کتب علوم انسانی دانشگاه‌ها (۱۳۶۵)
- سرپرست مؤسسه توسعه و تحقیقات اقتصادی دانشگاه تهران (۱۳۷۰–۱۳۶۹)
- مدیر کل امور پژوهشی و قائم مقام معاون پژوهشی دانشگاه تهران (۱۳۷۱–۱۳۷۰)
- مدیر گروه اقتصاد اسلامی مؤسسه توسعه و تحقیقات اقتصادی (۱۳۷۱)
- دبیر و عضو شورای فرهنگ عمومی کشور در شورای عالی انقلاب فرهنگی (۱۳۷۴–۱۳۷۱)
- معاون آموزشی و پژوهشی وزارت فرهنگ و ارشاد اسلامی (۱۳۷۴–۱۳۷۱)
- نماینده مردم دامغان در ادوار ۵ و ۶ و ۷ مجلس شورای اسلامی
- عضو ناظر مجلس شورای اسلامی در شورای پول و اعتبار
- عضو ناظر مجلس شورای اسلامی در شورای اقتصاد
- رئیس کمیسیون برنامه و بودجه و محاسبات مجلس شورای اسلامی
- رئیس کمیسون تلفیق بودجه مجلس شورای اسلامی (۱۳۸۴)
- رئیس کمیسیون تلفیق برنامه چهارم توسعه
- رئیس گروه‌های دوستی پارلمانی ایران و لهستان
- رئیس گروه‌های دوستی پارلمانی ایران و کوبا
- رئیس شورای اقتصادی سازمان صدا و سیمای جمهوری اسلامی ایران
- مدیر گروه آموزشی اقتصاد نظری دانشگاه تهران (۱۳۸۷)
- مدیر گروه آموزشی اقتصاد اسلامی، پولی و مالی دانشگاه تهران (۱۳۹۰)

## نمایندگی سه دوره مجلس
سبحانی نماینده مجلس در دوره‌های پنجم، ششم و هفتم از طرف مردم دامغان بود. وی در سه دوره نمایندگی، از فعالترین نمایندگان ادوار مجلس بوده‌است.
وی از استوانه‌های کار تخصصی و کارشناسانه روی طرح‌ها و لوایح مجلس بود.
سبحانی بیش از ۸۶۰ پیشنهاد روی طرح‌ها و لوایح مختلف و حدود ۳۳۰ نظر در مخالفت یا مخالفت با طرح‌ها و لوایح داشته‌است. علاوه بر این حدود ۱۳۰ تذکر به رئیس‌جمهور و وزیران، بیش از ۲۱۰ تذکر آیین‌نامه‌ای و حدود ۸۰ اخطار قانون اساسی در آمار عملکرد وی در این سه دوره به چشم می‌خورد. در مجموع وی نزدیک ۳۰۰۰ صفحه مذاکره علنی در مجلس دارد.
سبحانی عنوان می‌کند که در دوره‌های نمایندگی، به هیچ‌یک از جناح‌ها تعلق خاطر نداشته‌است.
از نمودهای این استقلال، رقابت وی با کاندیدای فراکسیون اکثریت (اصولگرایان، که خودش نیز به اسم آن‌ها شناخته می‌شد) بر سر ریاست مجلس هفتم در چهارسال بود، که ضمن آن به بیان نقدهای خود از عملکرد مجلس و هیئت رئیسه می‌پرداخت و در هر دوره نیز با کسب آرای قابل توجهی، رقیبی شاخص برای رئیس وقت مجلس محسوب می‌شد.
سبحانی در انتخابات مجلس هشتم هم شرکت داشت که موفق به کسب آرا شد.
بنا به گفته خودش، هزینه‌های انتخاباتی وی در چهار دوره کاندیداتوری مجلس، مجموعاً چهار میلیون و دویست هزار تومان بوده‌است.
وی با وجود کناره‌گیری از ثبت‌نام برای انتخابات مجلس نهم، در انتخابات مجلس دهم از حوزه تهران ثبت‌نام کرده و به‌طور مستقل در انتخابات حضور یافت اما از راهیابی به مجلس بازماند.

## کاندیداتوری ریاست جمهوری یازدهم
حسن سبحانی اواخر دی ۹۱ تصمیمش برای کاندیداتوری انتخابات ریاست جمهوری یازدهم را رسماً اعلام داشت. و در دومین روز ثبت نام کاندیدای ریاست جمهوری با حضور در ساختمان وزارت کشور رسماً برای کاندیداتوری انتخابات ریاست جمهوری ثبت نام کرد.
سبحانی با انتشار نامه‌ای تحت عنوان «نامه‌ای برای ایران» به بیان تحلیل خود از مسائل کشور و انگیزه‌های خود برای ورود به عرصهٔ انتخابات پرداخته و به مسئولیت مهم افراد و گروه‌های مرجع در انتخابات ریاست جمهوری تأکید کرد.
وی عنوان دولت خود را 'قانون' و گفتمان خود را اصول و مبانی قانون اساسی و شعار انتخاباتی خود را اقتصاد بدون ربا همراه با قانون گرائی، حق جوئی و اخلاق مداری معرفی کرد.
سبحانی توسط شورای نگهبان مورد احراز صلاحیت قرار نگرفت. وی پس از برگزاری انتخابات، در نامه‌ای به شورای نگهبان، انتقاداتی را نسبت به سازوکار بررسی صلاحیت داوطلبان ریاست جمهوری مطرح کرد.
سبحانی پس از برگزاری انتخابات، برنامهٔ از پیش آماده شدهٔ ۳۵ ماده‌ای خود را به‌طور نمادین منتشر کرد. وی همچنین در نامه‌ای به حسن روحانی کاندیدای منتخب، ضمن تبریک به وی در ارتباط با مدیریت شرایط اقتصادی کشور نکاتی را مطرح ساخت.
سبحانی در جریان این کاندیداتوری، اعلام داشت که با حاکمیت پول و ثروت برای تعیین سرنوشت کشور مخالف بوده و با سیطره ثروت بر سیاست مبارزه می‌کند. وی بیان داشت که خرج تبلیغات انتخاباتی را صرفاً خودش خواهد داد و توان وی در این راه بیش از ۳۵ میلیون نیست و همین مبلغ هم برای آگاهی هموطنانش از منویات او کافیست.
وی ضمن تأکید بر ضرورت حضور احزاب فعال و کارآمد در نظام سیاسی جمهوری اسلامی ایران که انتخابات جز لاینفک آن است به کارکرد فعلی احزاب و دسته جات سیاسی کشور که فقط در ماه‌های نزدیک به انتخابات فعال می‌شوند انتقاد دارد و معتقد است در شرایط فعلی بهترین سیاست محور دانستن مردم و متکی بودن به حمایت‌های مردمی در انتخابات می‌باشد.
از جهت دیگر می‌توان ایشان را تنها فرد مستقل واقعی عرصه انتخابات دانست که به معنای واقعی کلمه مستقل از گروه‌ها و جناحهای سیاسی حاضر است و به نوعی منتقد این جناحها و گروه‌ها است.
حسن سبحانی در جواب سؤال خبرنگار در مورد ائتلاف با افراد حاضر از ائتلاف با تفکر و نه با شخص صحبت کرده و بیان داشت: «آنچه که مهم است این است که هر فرد یا ائتلافی خودش را با ایده و تفکر و برنامه به جامعه معرفی کند و بگوید من مسائل کشور را اینگونه تحلیل می‌کنم و می‌خواهم این کارها را انجام دهم و اعلام کند این اقداماتی که می‌خواهم در عرصه‌های مختلف انجام دهم، این مشکلات و روزنه‌های فعلی را درمان می‌کند و لذا کار پیش خواهد رفت. اگر اینگونه باشد انسان می‌تواند آن برنامه‌ها و ایده‌ها را مطالعه کند و بفهمد ایده دیگران با آنچه که خودش دنبال می‌کند چقدر انطباق دارد. در آن موقع می‌تواند تصمیم بگیرد که چکار بکند؛ ولی اگر منظور، افراد باشد، به صرف اینکه این فرد یا آن آقا وجود دارند، انسان که با افراد ائتلاف نمی‌کند، انسان با تفکر ائتلاف می‌کند… الان تا جایی که من اطلاع دارم هیچ‌یک از این افرادی که هستند، بصورت تفکر و اندیشه‌ای که مولود زمان انتخابات نباشد و در یک دوره طولانی از گذشته تا به حال در عرصه‌های مختلف همراهشان بوده باشد، خودشان را ارائه نکرده‌اند. آنچه که شما می‌فرمایید که من به ائتلاف بپیوندم، با توضیحاتی که دادم اصلاً موضوعیت ندارد»

## کاندیداتوری انتخابات ریاست جمهوری دوازدهم
او ضمن نام‌نویسی در انتخابات ریاست جمهوری دوازدهم در جمع خبرنگاران گفت: «به منظور شتاب بخشیدن به حرکت کند توسعه یافتگی ایران و جبران عقب ماندگی‌ها در انتخابات ریاست جمهوری نام‌نویسی کرده‌ام. به دلایل معین دوره توسعه یافتن کشور ما طولانی شده‌است و ما در نیل به توسعه یافتگی با تأخیر تاریخی مواجه هستیم. از این روز برای جبران این عقب ماندگی باید ملت ما انجام کارهای سختی را متعهد شود؛ بدون شک حداقل به یک دهه کوشش و کار و مشارکت نفس گیر ملت در همه ابعاد احتیاج است تا جامعه وارد مرحله توسعه یافتگی شود.»
حسن سبحانى نماینده ادوار مجلس برای ثبت نام در انتخابات ریاست جمهوری چهاردهم وارد وزارت کشورشد.